# Карайол, Мустафа
Мустафа Сун Карайол (англ. Mustapha Soon Carayol; род. 4 сентября 1988, Банжул) — гамбийский футболист, полузащитник клуба «Бертон Альбион». Выступал за национальную сборную Гамбии.

## Клубная карьера
Мустафа родился 4 сентября 1988 года в Банжуле, столице Гамбии. Вскоре после его появления на свет его семья перебралась на постоянное место жительства в столицу Англии — Лондон. Там он и начал заниматься футболом, выступая за любительскую команду «Юнайтед ОллСтарс». Вскоре полузащитник был замечен скаутами «Суиндон Таун» и зачислен в академию «робинс». В октябре 2006 года Карайол, вслед за Полом Инсом, перешёл в «Маклсфилд Таун», а через год, снова вслед за своим первым тренером, подписал первый профессиональный контракт с «МК Донс» (Д4).
28 августа 2007 года Мустафа дебютировал за «донс» в матче Кубка лиги против «Шеффилд Юнайтед» (2:3), выйдя в стартовом составе и проведя на поле 62 минуты. Для получения игровой практики игрок был отправлен в «Кроули» (Д5). За клуб Стива Эванса Карайол провел 25 матчей, в которых забил 2 гола. Однако эта аренда не помогла Мустафе закрепиться в «Милтон-Кинс Донс» — в июле 2008 года Карайола продают в «Торки» (Д5). За три года своего контракта он принял участие в 50 матчах клуба, отличился 6 забитыми голами, вместе с клубом добился повышения в классе, но так и не смог стать игроком основы.
20 мая 2010 года было официально объявлено о переходе Мустафы в «Линкольн Сити» (Д4). Ввиду того, что Карайол не достиг 24-летнего возраста, «черти» выплатили 35 тысяч фунтов стерлингов компенсации «Торки». 7 августа Мустафа провёл свой первый матч за «Линкольн» и сразу же отметился в нём забитым мячом. До нового года Карайол отметился ещё тремя результативными ударами, но дальше дела у гамбийца не заладились и, как следствие, он не всегда стал попадать в стартовый состав клуба, по итогам сезона вылетевшего в конференцию.
17 июня 2011 года Мустафа подписал двухлетний контракт с «Бристоль Роверс». 6 августа он дебютировал за «пиратов», выйдя на замену в матче против «Уимблдона», в котором его команда одержала победу со счётом 3:2. В январе 2012 года Карайол стал объектом внимания со стороны ряда клубов чемпионшипа, однако тренер Марк Макги решительно отклонял все предложения, в частности ответив отказом и на чаяния «Барнсли». С приближением лета интерес к Мустафе вспыхнул с новой силой, однако «пираты» были преисполнены решимости сохранить своего лидера. Тем не менее, в июле руководство «Роверс» приняло предложение «Мидлсбро» по трансферу полузащитника. За «Бристоль» Карайол сыграл в итоге 30 матчей, в которых отметился 4 голами.
1 августа 2012 года Мустафа присоединился к «Боро», подписав с клубом трехлетний контракт. 11 августа он дебютировал за «Мидлсбро» в матче Кубка лиги против «Бери», выйдя на поле в стартовом составе. В своём дебютном сезоне по причине травм футболист провёл за «речников» всего 18 матчей, в которых отметился 5 (3+2) баллами по системе «гол+пас». 15 марта 2013 года Карайол в концовке встречи против «Борнмута» (0:0) получил серьёзную травму колена, покинув поле лишь на носилках. Спустя несколько дней гамбиец прошёл медобследование — у него был диагностирован разрыв передней крестообразной связки колена, выбивший его из строя более чем на год.
После восстановления от травмы о возвращении в основу претендующего на повышение в классе «Мидлсбро» речи не шло — Карайол играл на правах аренды за «Брайтон» (5 матчей) и «Хаддерсфилд» (13 матчей, 3 гола). В начале января 2016 года полузащитник заключил арендное соглашение до конца сезона с «Лидсом», которым руководил его бывший тренер в «Кроули» Стив Эванс. 9 января, на следующий день после своего перехода, он дебютировал за «павлинов» в Кубке Англии и забил в первом же матче.

## Международная карьера
В ноябре 2012 года стало известно, что футбольная федерация Гамбии рассматривает возможность привлечения в сборную Карайола. В июне 2013 года Мустафа был назван в числе футболистов, вызванных главным тренером сборной Гамбии на предстоящие матчи отборочного турнира к чемпионату мира 2014 года против национальных команд Кот-д’Ивуара и Марокко. Впрочем, спустя несколько дней стало известно, что помочь «скорпионам» вингер не сможет, поскольку представители сборной допустили нарушение в правилах уведомления клуба и самого игрока. В 2015 году футболист наконец дебютировал за национальную сборную страны в матче против Уганды.